# Галера

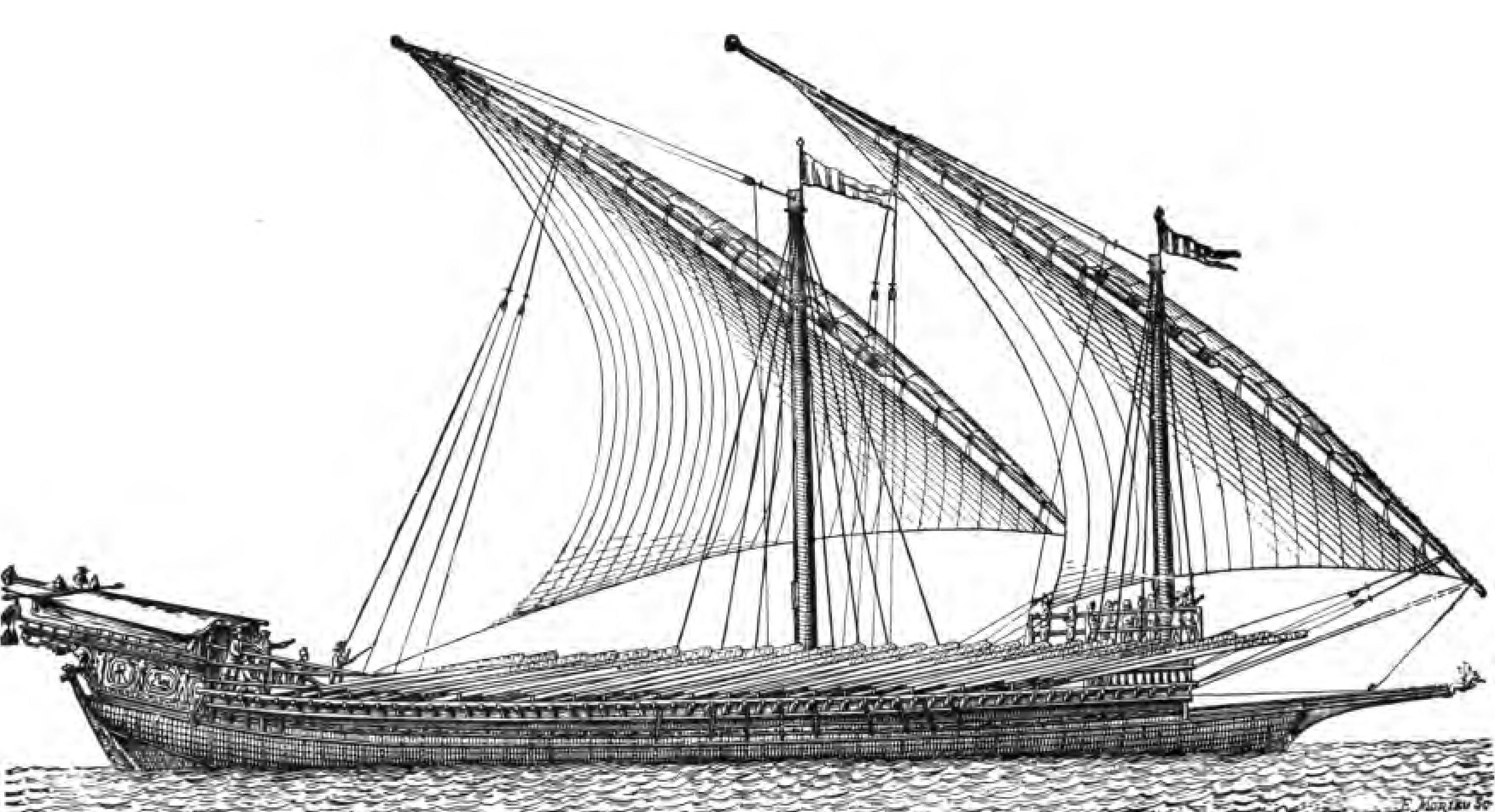
Галера

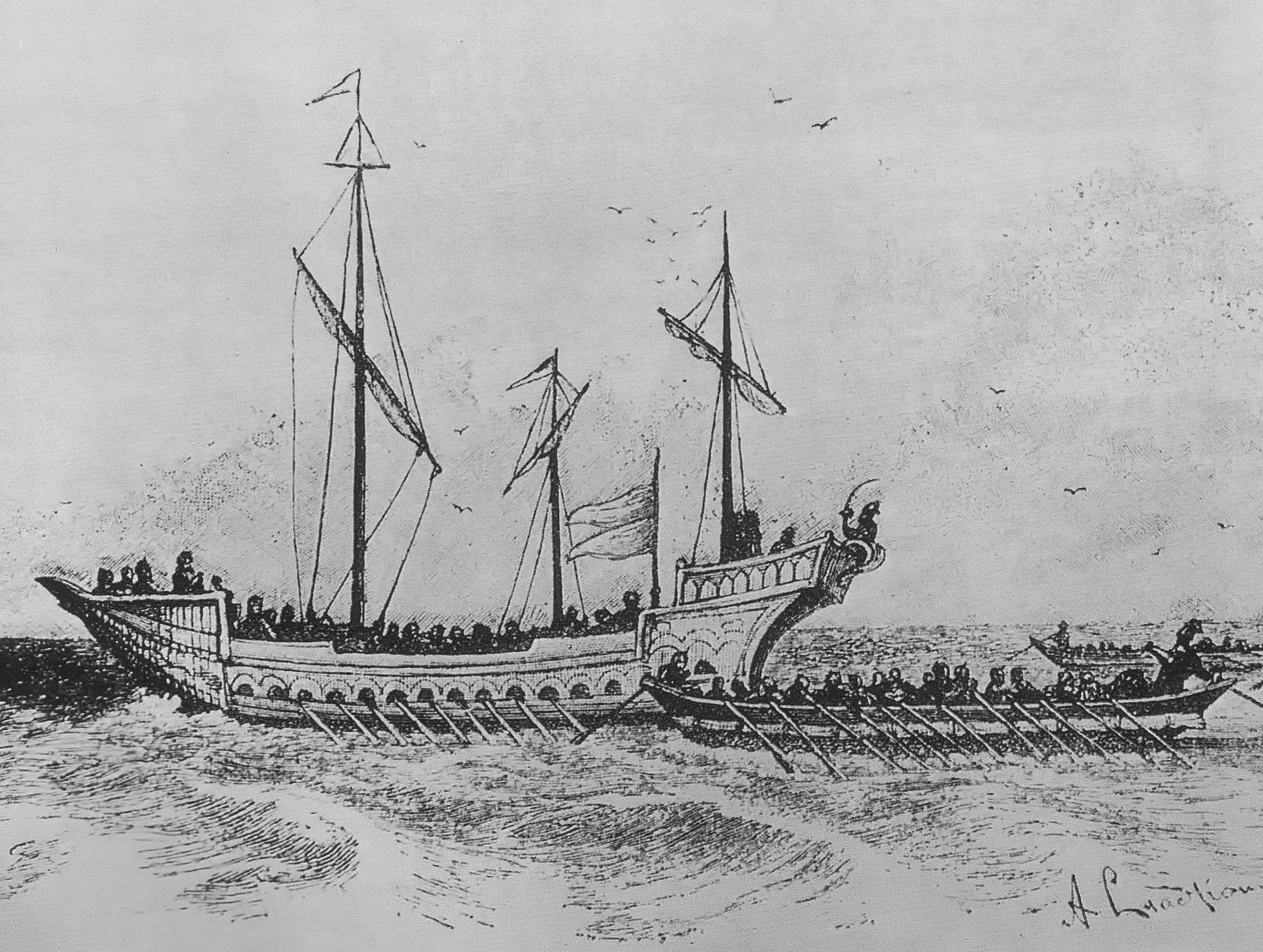
Запорожці на «чайках» нападають на османську галеру

Гале́ра (італ. galera) — дерев'яне гребне військове судно, вітрильне, багатовеслове. Було на озброєнні європейських та азійських країн, головним чином за середньовіччя (в Османській імперії у 15-18 ст., в Росії — з 17 до середини 19 ст.). Мало довжину 40-50 м, ширину 4,5-7,5 м, від 16 до 25 пар весел, дві щогли з трикутними вітрилами. Вміщувало до 200 чоловік, розвивало швидкість до 13 км/год. Запорожці на чайках успішно діяли проти османських галер, визволяючи невільників-гребців (бранців), яких османи приковували до упорних брусків (по 4-5 осіб на весло). Тяжка праця гребців на галерах стала синонімом каторги, каторжних робіт.

## Етимологія
Українське галера походить від італ. galera, утвореного від galea, яке сходить до грец. γαλέα, яким називався малий різновид дромона. Походження і первісне значення грецького слова неясне, можливо, воно споріднене з γαλέος («супова акула»).

## Історія
Появу галер відносять приблизно до VII ст. Перші галери мали один ряд весел, на форштевні був надводний таран (можливо, завдяки схожості з рибою-меч вона й отримала своє найменування).
Ближче до XVI ст. за кормою почали підвішувати стерно, певний час воно співіснувало з бортовими кермовими веслами, але поступово вони вийшли з ужитку. Основною зброєю галер до середини XIV ст. був таран; крім того, на носовому майданчику встановлювалися метальні машини, а на постицях — арбалети. У XIV ст. на озброєнні з'являються гармати, проте вони тільки ближче до XVI ст. входять у загальне вживання, витісняючи собою таран, що перетворився на носову оздобу. Спочатку встановлювали одну бомбарду на носі і біля неї кілька дрібних гармат; пізніше на носі стали встановлювати велику куршейну гармату, з боків її — 2-4 кулеврини, на постицях — фальконети, каменемети і невеликі вертлюжні гармати. Галери фарбували в яскраві кольори — червоний, синій і подібні, адміральські галери-реали часто робили білими. Вітрила, прапори і вимпели нерідко робили із кольорових і парчових тканин, нашивали на них герби власників, капітанів, зображення святих, писали молитви або заклинання. Особливим шиком вважалося мати прапори і вимпели настільки довгі, щоб кінці їх тяглися по воді. Такими само довгими могли бути пілки кормового тенту, що теж виконувався з багатих тканин. Для багатих людей і государів галери служили і яхтами; венеційські дожі щорічно здійснювали обряд заручення з морем на багато оздобленій галері «Буцентавр».
До початку XVII ст. більшість галер мало єдину щоглу, фок-щогла первісно встановлювалася тимчасово, постійною вона стає ближче до початку XVIII століття. На великих галерах могла бути і бізань-щогла (ймовірно з початку XVII ст.), але вона вийшла з ужитку не пізніше початку XVIII ст. На галерах було мало місця для зберігання провізії, тому вони залежали від регулярних постачань продовольства і часто мусили на ніч підходити до берега для відпочинку команди і приготування їжі. На тих же галерах, що могли собі дозволити виділити простір для камбуза, обладнували обмазаний глиною рундук з піччю (або аналогічне кухонне обладнання на місці банок, зазвичай з лівого борту).
У Росії галери з'явилися за царя Петра I (під назвою «галей» і «каторг»): в 1695 р.в Москву доставили 32-веслову галеру, замовлену в Голландії, що послужила зразком для побудови суден цього типу в Москві і Воронежі. У 1699 р., разом з усім флотом, вперше вийшли в море.

## Конструкція класичної галери

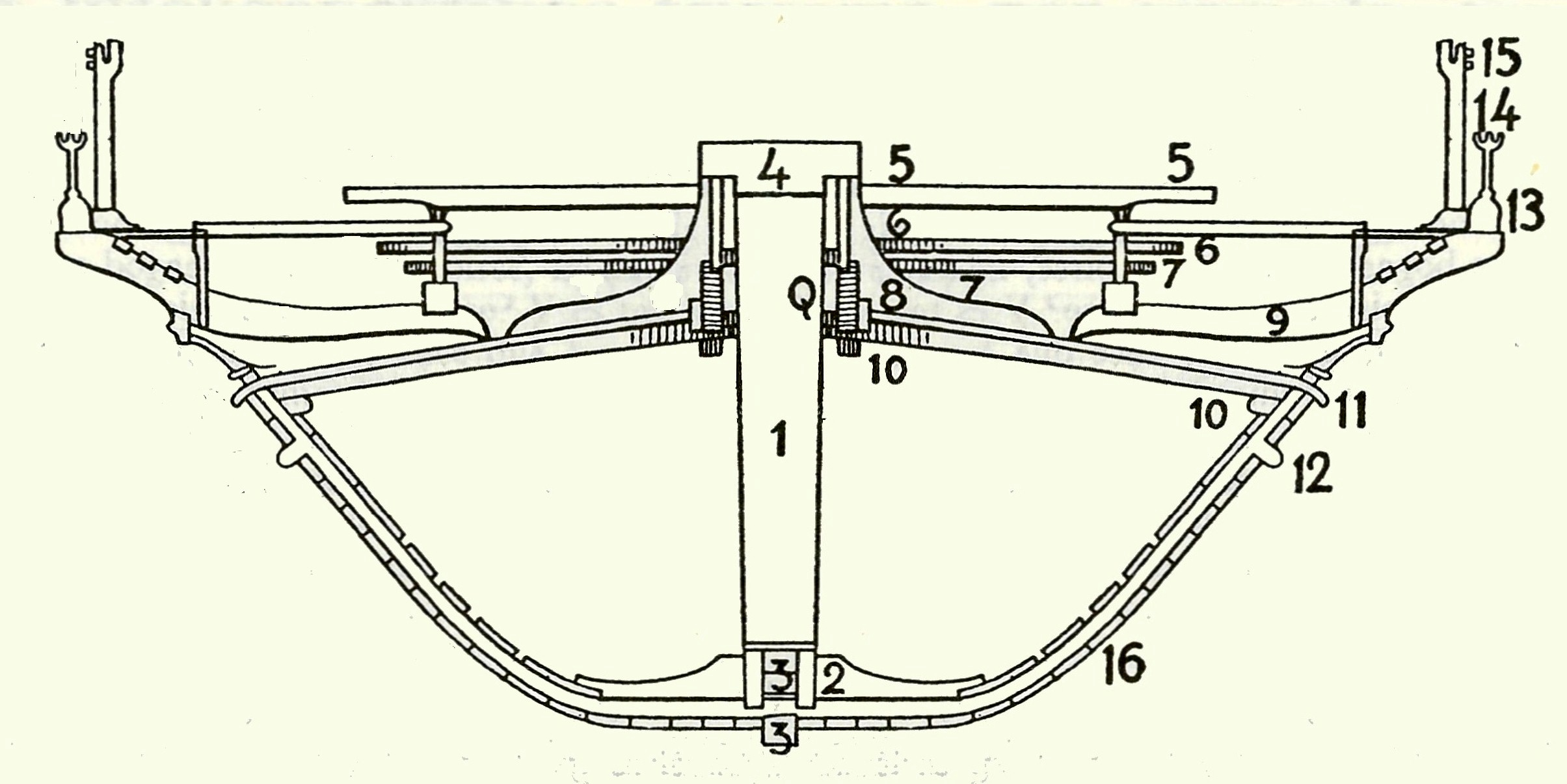
Поперечний розріз галери: 1 — нижня частина грот-щогли, 2 — флор, 3 — кіль і кільсон, 4 — куршея, 5 — банка, 6 — брус для приковування веслярів, 7 — підніжка, 8, 9 — книці (бакаляри), 10 — палуба, 11 — водостік, 12 — ширстрек, 13 — постиця, 14 — релінг, 15 — релінг павез, 16 — обшивка

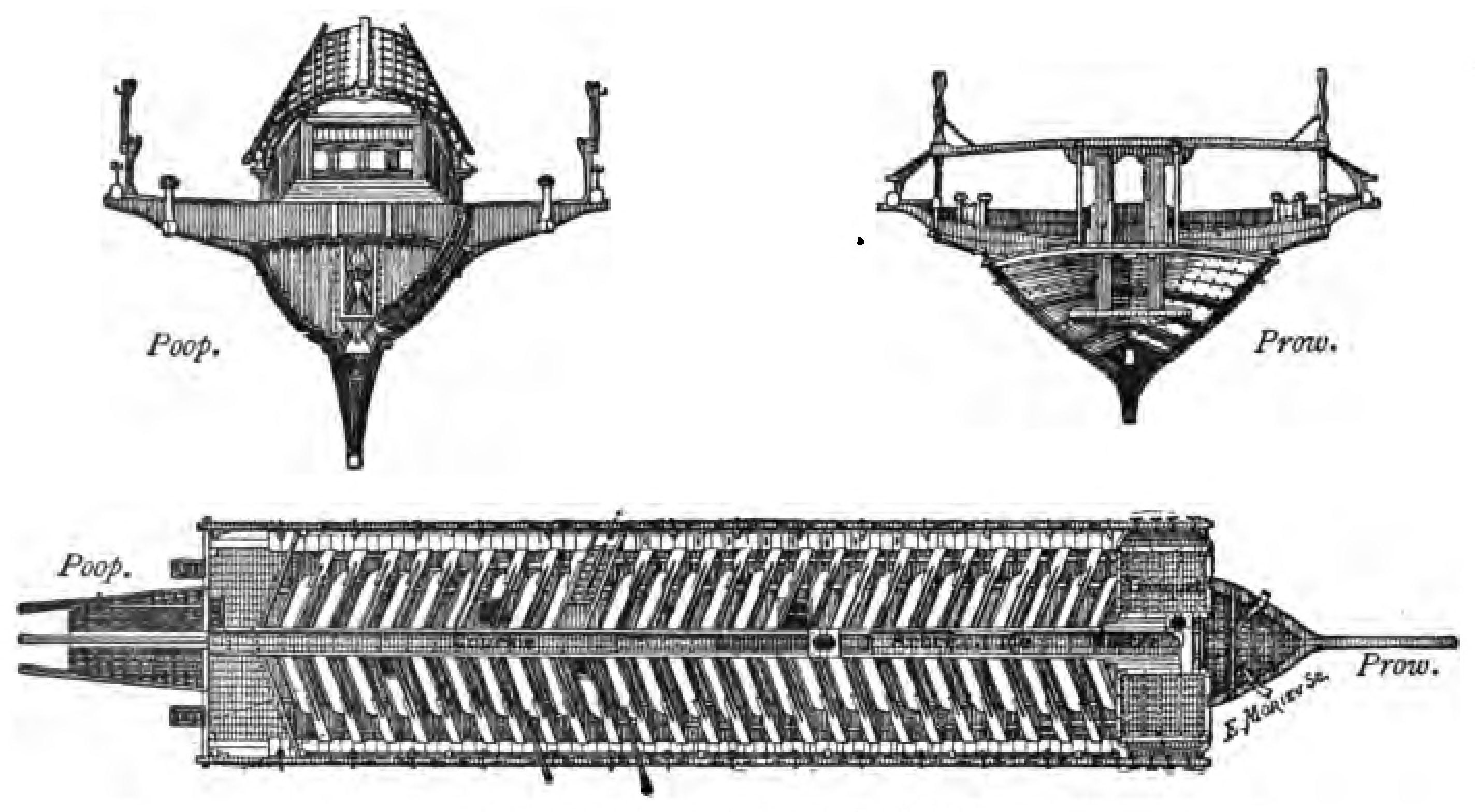
План галери з носовим і кормовим виглядами

Довжина звичайних середньовічних галер була трохи більше 50 метрів, ширина — 6 метрів: це співвідношення було вибране для надання суднам швидкохідності.
Обшивка галер виконувалася встик. Корпус на кормі закінчувався сильно загнутим досередини гакабортом, на носі переходив у надводний таран — шпірон (італ. sperone). Знизу шпірон підтримувався водорізом, з боків — скуловими кницями. До XVII ст. шпірон використовувався як абордажний місток для переходу на ворожий корабель, пізніше перетворився на декоративний елемент.
У кормовій надбудові (юті чи тендалеті) розташовувалися каюта капітана, приміщення для офіцерів. Палуба юта зверху перекривалася тентом, на гакаборті був кормовий флагшток.
На палубі галери вздовж бортів встановлювалися поперечні ребра чи перегородки — бакаляри (книці), а у кормовій і носовій частинах — мужлуки. Бакаляри дещо видавалися за борти, уможливлюючи розширити постичний міст. Зверху вздовж мужлуків ішли бруси — подушки, у яких робили шків-гати, для пропускання снастей, якими пересували куршейну гармату. Вздовж бортів галери на мужлуки і бакаляри укладали два довгих бруси — постиці, апостиси. У постицях кріпилися кочети весел. Вздовж постиць настилали помости — постичні мости, а над постицями на стійках (підфіларетних брусах) встановлювалися поздовжні містки чи планшири — філарети. Уздовж філаретів йшли поздовжні бруси — релінги, що утворювали перила; до релінгів кріпилися щити-павези. У діаметральній площині від носового до кормового мужлука проходив вузький поміст — куршея (італ. corsia), який ділив палубу на праву і ліву частину. Куршея складалася з двох стінок, що відстояли одна від однієї приблизно на 1 м, та дерев'яних лючин, які утворювали її верхній настил. До куршеї кріпилися внутрішні кінці банок і нижніх дощок-підніжок. Внутрішній простір куршеї використовувався для зберігання елементів спорядження, а настил — для сполучення між носом і кормою (основний простір палуби зайнятий банками). Носова частина куршеї (перед грот-щоглою) також служила місцем заряджання куршейної гармати: після пострілу її відкочували по похилому настилу всередині куршеї до грот-щогли, де проводилося її перезарядження, а потім накат у носову надбудову. Троси талів, якими здійснювалися відкіт і накат куршейної гармати, проходили через шків-гати у подушці носового мужлука.
Банки для веслярів встановлювалися між куршеєю і бакалярами, а нижче банок укріплялися нижні дошки, що служили підніжками. Завдяки виносу постиць далеко за межі корпусу в боки, банки можна було робити достатньо довгими, що уможливлювало розмістити на них більше веслярів. По бортах влаштовувалися рундуки, на яких команда спала і відпочивала.

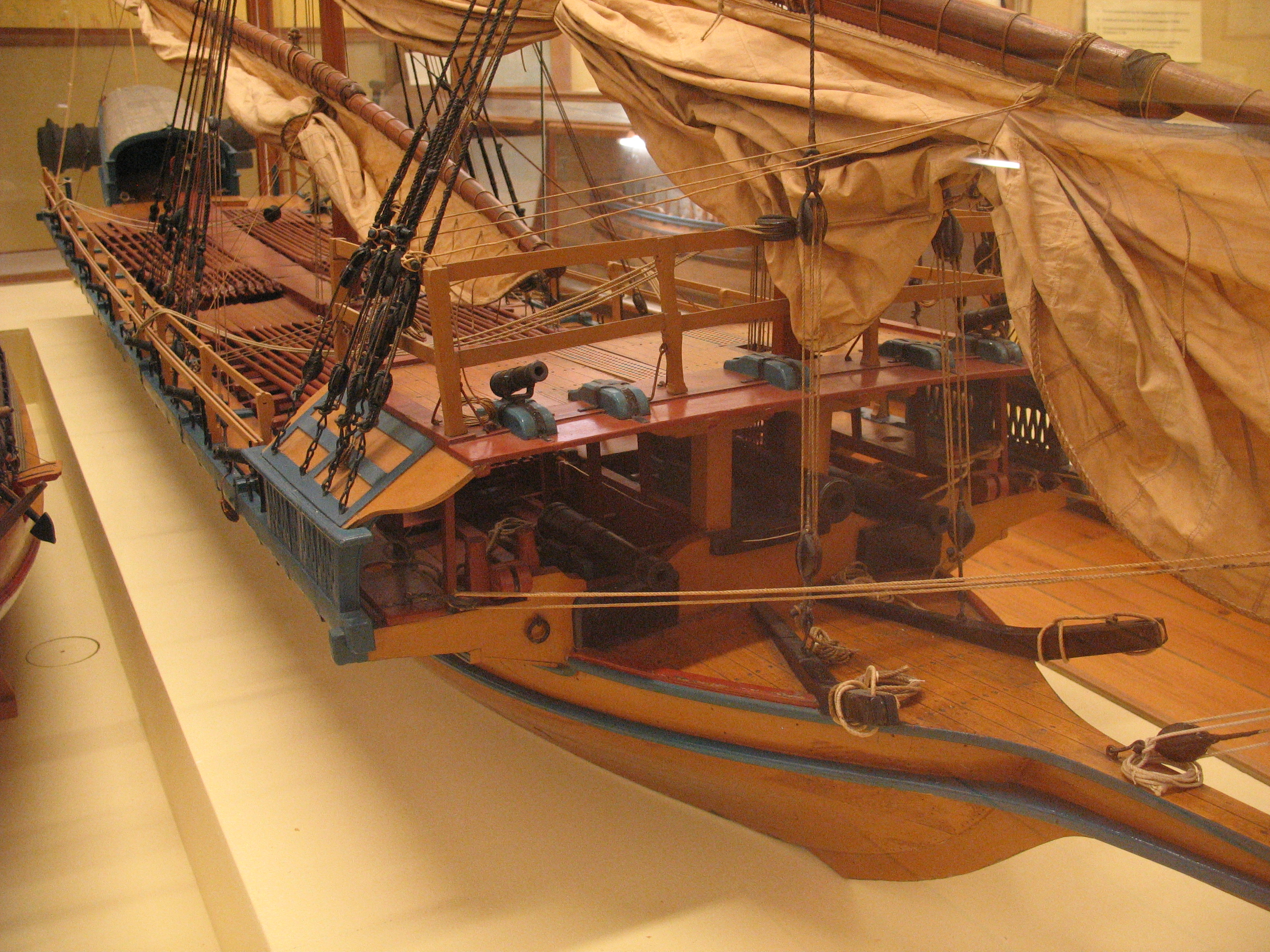
Рамбад і таран галери

У носовій частині галери (баку) підіймався поміст — рамба́д чи рамбат (фр. rambade, ісп. arrombada, arrumbada). Ширина його дорівнювала ширині палуби галери, довжина була до 3 метрів. З боків він підтримувався опорами, встановленими на постицях. Під рамбадом розміщалася артилерія, через нього проходила фок-щогла (дещо зміщена відносно діаметральної площини, оскільки в останній розміщалася куршейна гармата), а з боків на постицях були влаштовані гальюни. Рамбад використовувався як абордажна платформа, а його висота уможливлювала забезпечити вогневе панування над палубою корабля противника. Важка артилерія галери розміщалася під рамбадом і складалася з гармати головного калібру чи «куршейної» (італ. cannone da corsia), що розташовувалася в діаметральній площині, та 2-4 гармат меншого калібру, які розміщалися обабіч неї. Куршейна гармата великих галер мала калібр 36 чи 32 фунтів, малих — 24 фунтів. Лафети галерних гармат, як правило, не мали коліс, але у гармат великих калібрів споряджалися полозками для забезпечення безпечного відкоту. Всі великі гармати були погонними, тобто могли стріляти тільки по ходу корабля, але окрім них, вздовж бортів встановлювалася певна кількість вертлюжних гармат.
Галери, як правило, мали латинське вітрильне озброєння (на деяких різновидах галер траплялися і прямі вітрила). Більшість галер були двощогловими, зрідка на них встановлювалася третя, бізань-щогла. Фок-щогла (тринке́т, від фр. trinquet) проходила через рамбад, грот-щогла (мейстра, майстра) — через куршею. Довга похила рея-рю на галерах часто складалася з 2-3 зв'язаних між собою дерев'яних елементів. Кріпилася вона до щогли тросовим бейфутом, що складався з подвійного чи потрійного троса з нанизаними на нього дерев'яними кульками (ракс-клотами), який приєднувався одним кінцем до середини реї, огинав щоглу, проходив через скобу в реї і спускався на палубу. Піднімалися ж реї за допомогою фалів, пропущених через шківи в приробках на топах щогл — кальцетах (від італ. calzetta — «панчоха»), верхній нок утримувався топенантом (мантом). Ванти галер (сарти) складалися з двох окремих тросів, з'єднаних клевантами (прив'язаними до нижніх тросів брусочками, вставленими в нижні огони верхніх): для швидкого роз'єднання і з'єднання тросів, що було необхідно при зміни галсів, коли доводилося переміщати похилу рею від одного борту до другого. Верхні огони сартів кріпилися на нижній, звуженій частині кальцета, і обв'язувалися разом бандажем — колоною (італ. colonna, що являє собою викривлене corona). Натягання вант здійснювалося парними блоками зі шківами і лише зрідка — юферсами. Вибленок на сартах не було. До переднього нока рю кріпилися навітряний і підвітряний пісподи (галс-браси) з галс-талями — снасті, якими керували галсовим кутом латинського вітрила, до заднього нока — навітряний і підвітряний еринс-бакштаги. Лопар галс-талів грот-щогли проходив через одношківний блок на куршеї, фок-щогли — на шпіроні, і кріпився на клампі. Трикутні вітрила шили з вертикальних смуг, іноді різноколірних.

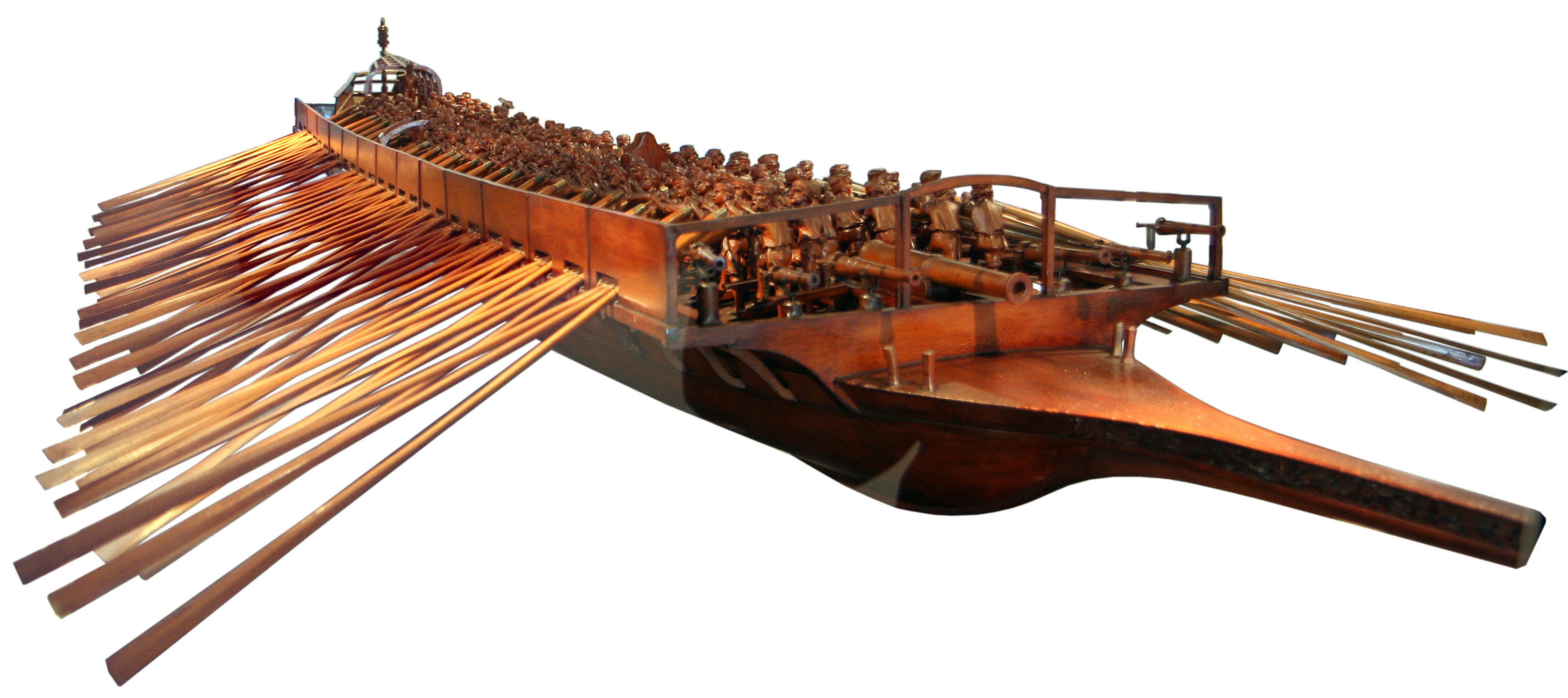
Модель трирядної венеційської галери-зензиля

На галерах, залежно від розміру, було 50—120 весел. До кінця XVI ст. весла робили невеликими, бл. 6 м завдовжки, розраховані на одного весляра. Кілька весел проходили через один весловий порт, їхні веслярі сиділи на одній банці, яка для цього встановлювалася під гострим кутом до куршеї. Галери такого типу називалися зензилями (від італ. alla sensile): найуживанішими з них були трирядні, тобто ті, що мали по три веслярі на банку. Згодом довжину весел збільшили до 10-14 м, разом з цим зменшивши їх число; на кожному веслі сиділо вже 5-7 веслярів. Середня швидкість галери під веслами становила бл. 7 вузлів.
На галерах використовували чотирирогі якорі, які підіймалися на якірних канатах, проведених через шківи кранбалок. Шпилів і брашпилів на галерах не було: вибирання якірних канатів здійснювалося безпосередньо веслярами. Підняті якорі ставилися на палубі носа перед рамбадом, або під рамбадом обіч гармат, або підвішувалися на кранбалках з піднятим і закріпленим тросом трендом.

## Екіпаж

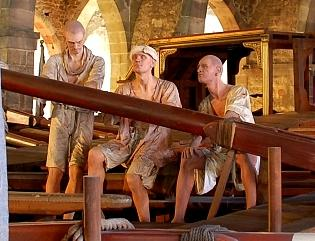
Галерники на веслах. Фігури з експозиції корабля-музею «Реал»

Екіпаж галер складався з веслярів, матросів і солдатів і міг доходити до 450 осіб. Начальник веслярів і матросів називався коміт, у нього було кілька помічників-підкомітів, які виконували обов'язки наглядачів над веслярами. Останні набиралися головним чином з рабів, каторжників і військовополонених, веслярська команда називалася шіурма. На європейських галерах веслярів набирали з волонтерів, полонених або куплених маврів, турків і негрів, але головним чином із засуджених злочинців. Вже хрестоносці користувалися працею злочинців для своїх флотів, але особливий розвиток покарання це отримало в Іспанії і в дореволюційній Франції. Розвиток галерних флотів і викликана цим потреба у веслярах змушувала французький уряд вживати всіляких заходів для відправлення на галери великого числа людей: право засудження до галер мали навіть сеньйоральні суди. Інтендант фінансів Ж.-Б. Кольбер писав парламентам, щоб вони застосовували цю кару якомога частіше і навіть до людей, які заслуговують смертної страти. Бували випадки, що французький уряд приймав на свої галери злочинців інших держав, на прохання їх урядів. Ув'язнення на галерах було довічне і термінове. Перше супроводжувалося позбавленням всіх цивільних прав і конфіскацією всього майна засудженого; друге не мало таких наслідків. Всі без винятку галерники зазнавали покарання канчуками і таврування. Французький король Карл IX своїм ордонансом 1564 року заборонив ув'язнювати на галерах на термін менше 10 років, бо «не менше трьох років потрібно на навчання галерника мистецтва гребти і на привчання його до моря». Надалі судова практика і ордонанси відступили від цього, і термінові галерники стали призначатися на 3 роки, на 6 і на 9 років. На турецьких галерах у XV—XVII століттях було багато південнорусів (українців), взятих у ясир татарами. Окрім в'язнів, на галерах була певна кількість волонтерів (les benévoglies), що включали каторжників, які не мали можливості сплатити накладений судом штраф, або бурлак, які продали свою свободу за придбання засобів до існування (або просто грошей на гру). Гребня важкими веслами була дуже тяжким трудом і тривала іноді без перерви по 10-12 годин. Якщо хтось з веслярів не встигав занести в такт весло, він зразу ж отримував удар руків'ям весла ззаду, і часто зазнавав покарання канчуком підкоміта.
Матроси здійснювали керування вітрилами, їх підняття і прибирання, і на відміну від веслярів, вони були виключно вільнонайманими.

## Див. також

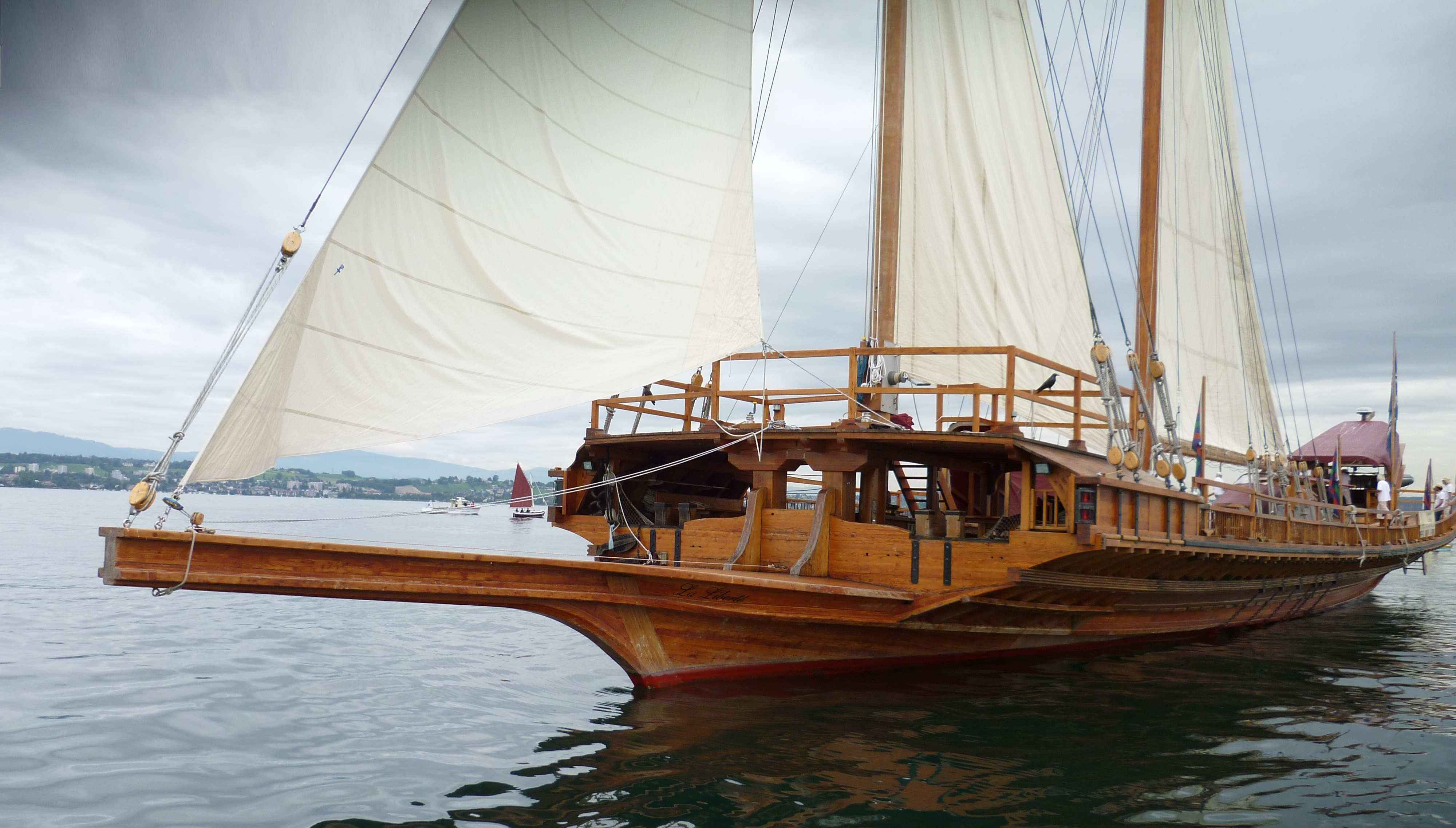
Сучасна реконструкція галери має бермудські вітрила замість латинських, і клівер на носі

## Каторги
Каторга — веслово-вітрильне судно (від грец. κάτεργον — «гребне судно»), яке в українській літературі досить часто також називають галерами.

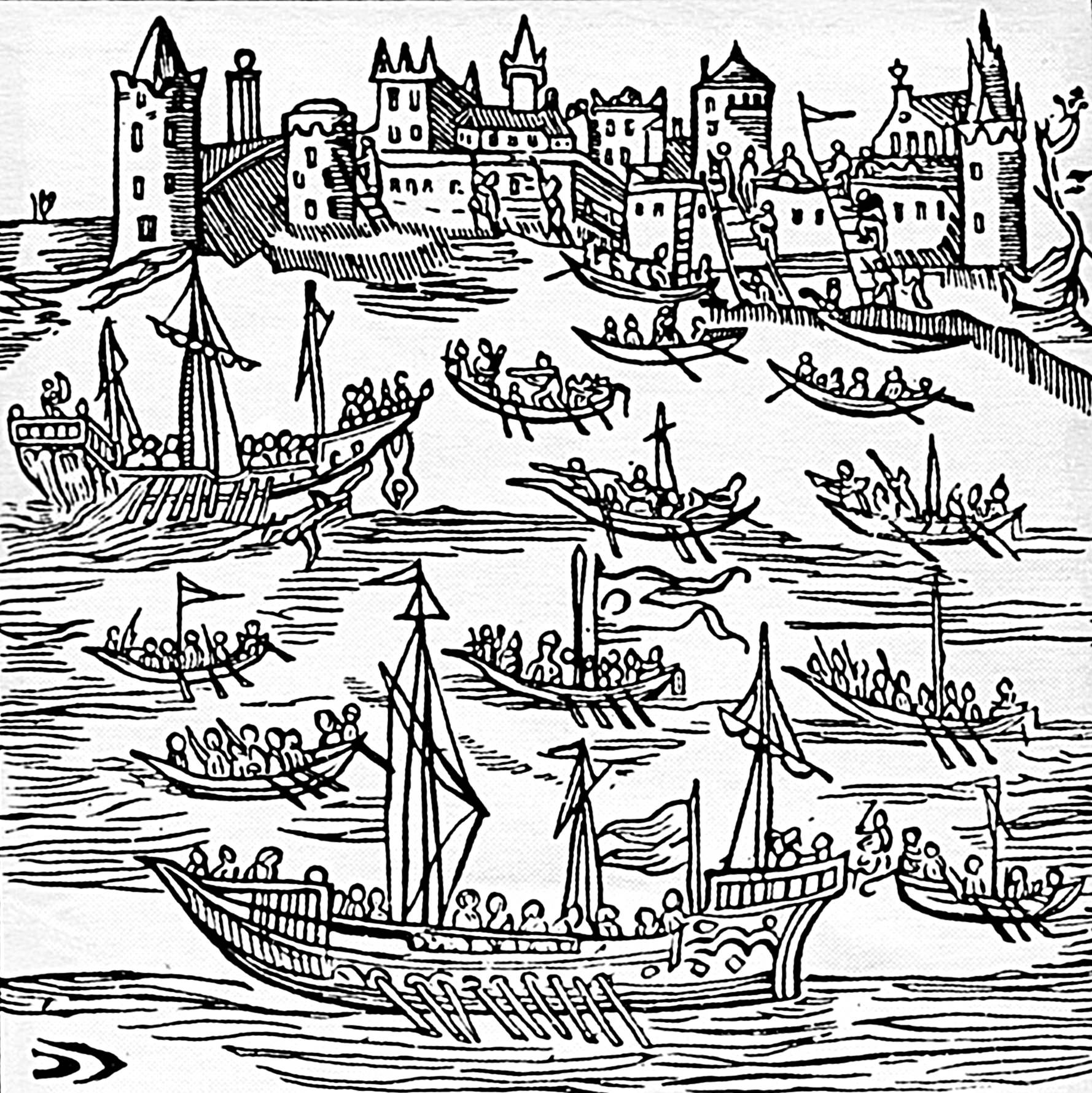
Запорожці на «чайках» під головуванням гетьмана Петра Сагайдачного знищують османський флот і захоплюють Кафу в 1616.

Перші каторги були створені венеційцями в 7 ст., згодом їх почали будувати й інші держави Середземного моря. Веслове оснащення типової каторги складалося з 10–16-метрових весел, яких на борту могло бути до 32, а вітрильне — з 3 щогл, які використовувалися під час далеких морських переходів як допоміжний рушій. На палубі було два навіси (білого, синьо-білого чи строкатих кольорів), якими в негоду покривалося все судно. Довжина судна — до 60 м, ширина — до 7,5–10, осадка — до 2 м. Кожне весло приводилося в рух 4–6 веслярами. З винайденням вогнепальної зброї каторги почали оснащуватися гарматами, яких на кораблі могло бути до 7. В Османській імперії в 15–17 ст. каторги становили основу її військового флоту. Їхні екіпажі складалися з 150—400 гребців-невільників, 30–40 вільних моряків, 20 бомбардирів, 20–40 яничар (у разі потреби кількість останніх збільшувалася до кількох сотень).

## Річкові галери
Річковими галерами називали плоскодонні судна без щогли, поширені у верхів'ях Дніпра, на Дністрі та Віслі. Верхньодніпровські мали довжину 12,8—21,3 м ширину 2,1—5,8 м, з осадкою з вантажем близько 1 м, вантажопідйомність до 40 тонн. Дністрівські мали таку само довжину, але більшу ширину та осадку від 0,5 до 0,7 м і з вантажопідйомністю до 75 тонн. Вісленські річкові галери поділялися на краківські, уланівські і бужні; мали осадку 0,45—0,70 м і піднімали вантажі до 70 тонн. У Бессарабії «галерами» називали все більш-менш значні судна, що ходили по Дністру, за винятком пароплавів.

## Галерея

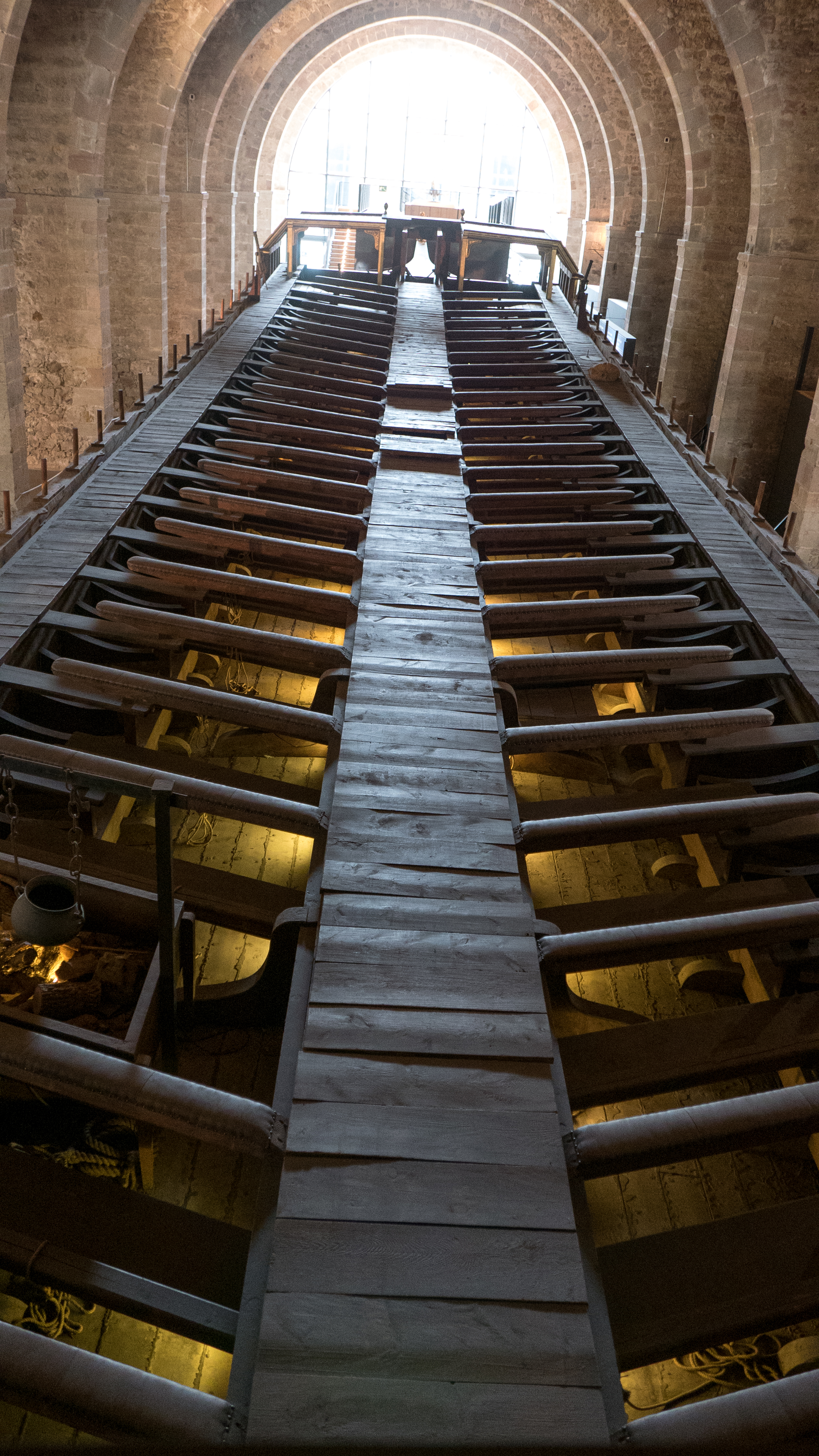
Куршея
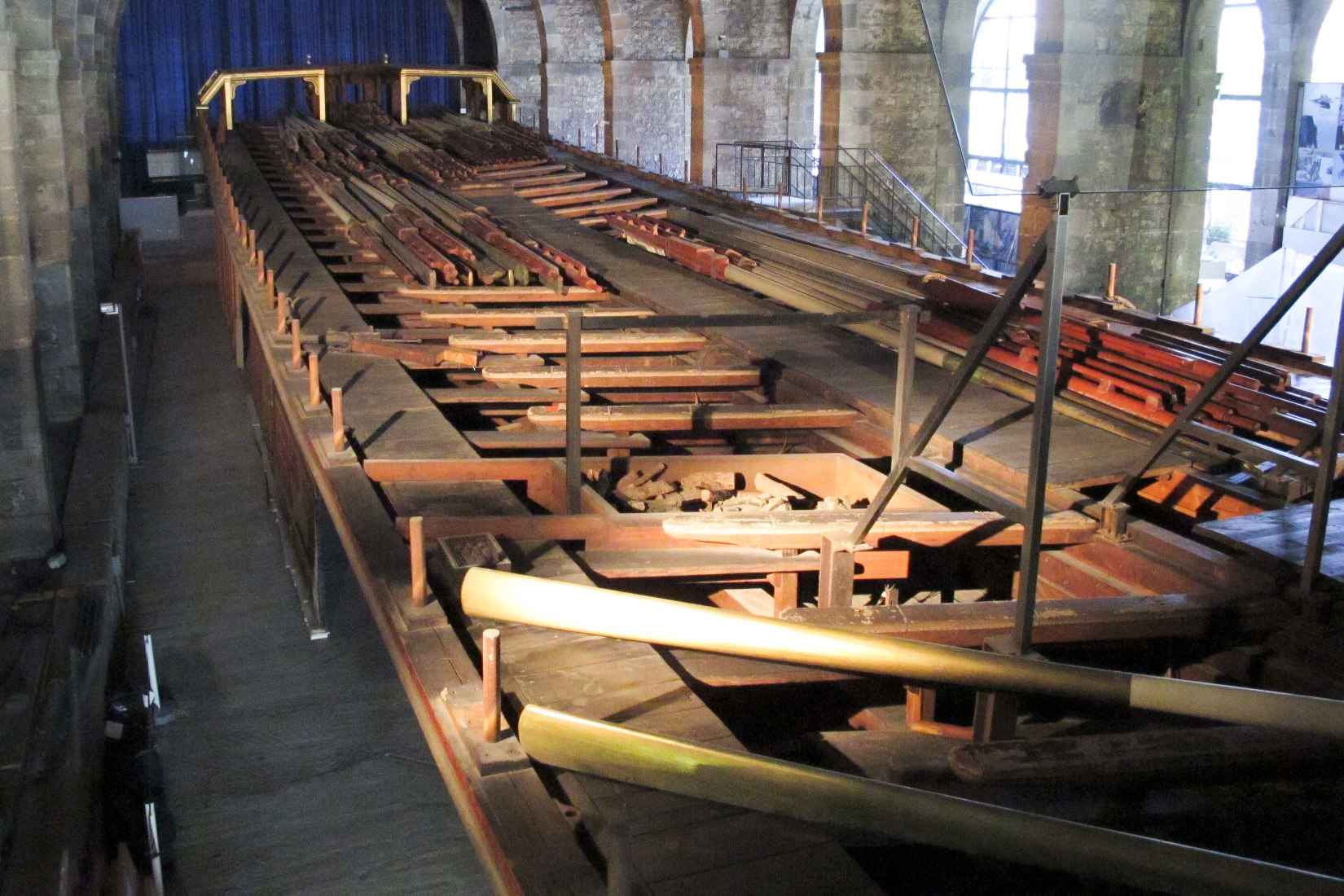
Куршея і постиця з кочетами
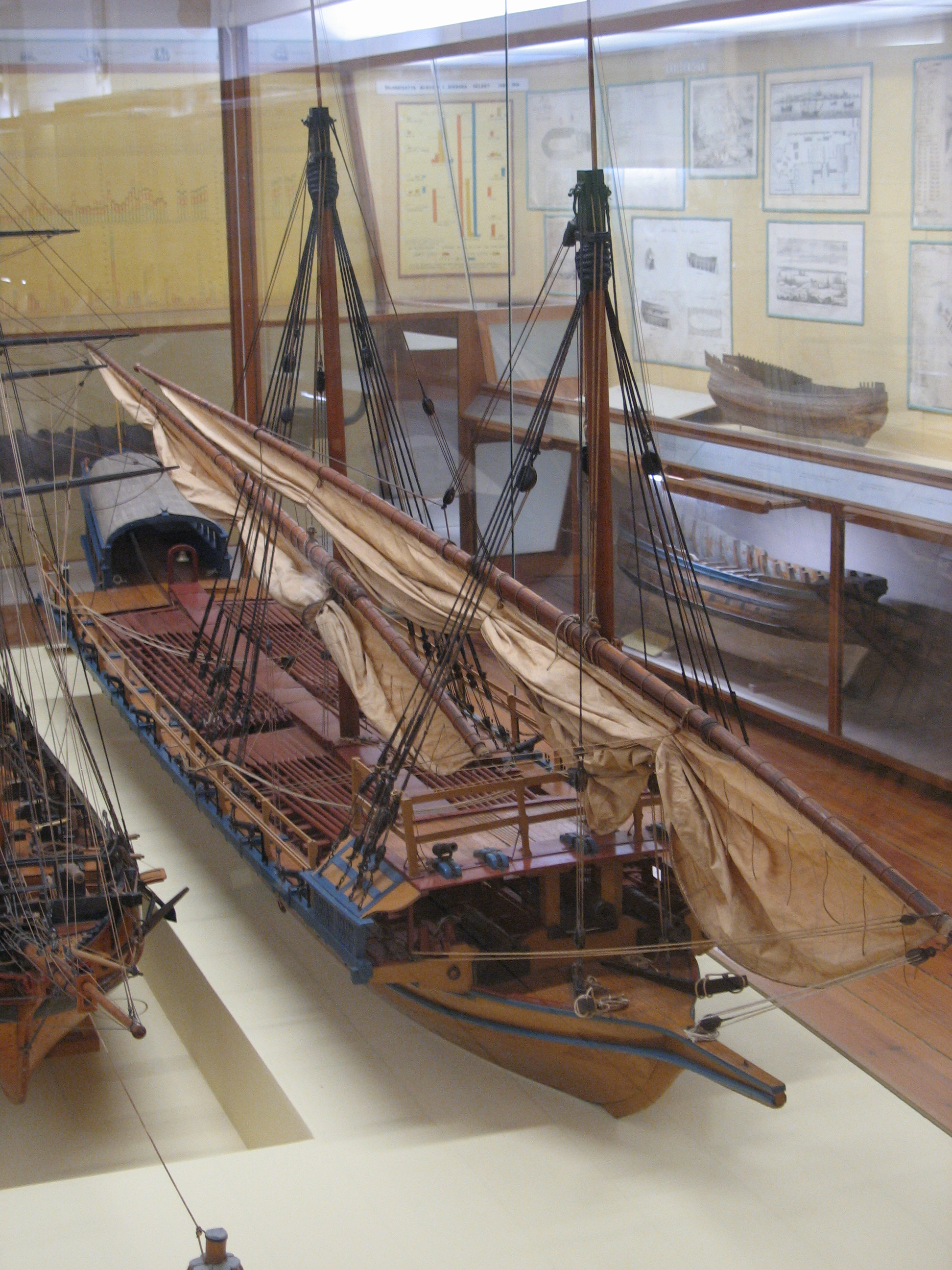
Модель галери з рангоутом і такелажем